# 殺ヤツメ剤

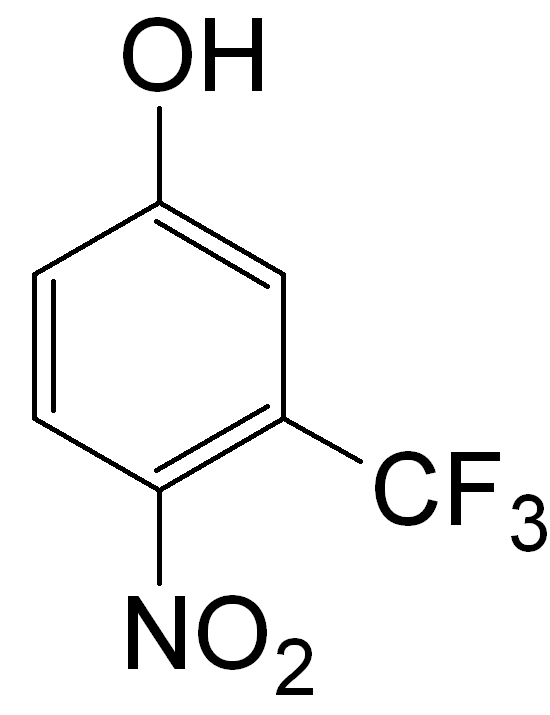
一般的な殺ヤツメ剤である3-トリフルオロメチル-4-ニトロフェノール（TFM）の化学構造

殺ヤツメ剤（さつヤツメざい）またはランプリサイド（英語: lampricide）は、寄生性の成魚に成長する前に河川系中のヤツメウナギ類の幼魚を標的とするよう設計された化学物質である。ある殺ヤツメ剤はシャンプレーン湖や五大湖の侵入種であるウミヤツメ（Petromyzon marinus）を抑制するためにこれらの湖の源流で使用される。
TFM（3-トリフルオロメチル-4-ニトロフェノール）がこの目的のために使用される主要な化学物質である。TFMは疎水性であるため、生体膜を通過する。
TFMは代謝脱共役剤である。すなわち、TFMはATP合成から電子伝達系を分離し、それによって好気的呼吸過程に不具合を生じさせる。TFMはATP合成酵素に動力を与える電気化学的勾配を混乱させることによってこれを達成する。TFMは弱酸であるため（pKa, ~6.07）、ミトコンドリアマトリックスにH+イオンを供与する。電子伝達系は影響を受けず、ATPを生産することなく、酸素を消費し続ける。
一般的見解としては、TFMは典型的にその他の魚類に対して有害ではないものの（一般的な魚類は顎口上綱、ヤツメウナギ類は無顎上綱に分類される）、殺ヤツメ剤はヤツメウナギと生息環境を共有するマッドパピー（Necturus属）といった両生類に対して問題がある可能性がある。また、チョウザメのような五大湖のより「原始的」な魚類は、TFMといった化学物質に対して感受性がある。